# آيت اعلي أولحسن (آيت حرز الله الجنوبية)
آيت اعلي أولحسن هو دُوَّار يقع بجماعة آيت حرز الله، إقليم الحاجب، جهة فاس مكناس في المملكة المغربية. ينتمي الدوّار لمشيخة آيت حرز الله الجنوبية التي تضم 14 دوار. يقدر عدد سكانه بـ 316 نسمة حسب الإحصاء الرسمي للسكان والسكنى لسنة 2004.

## وصلات خارجية
- البوابة الوطنية للجماعات الترابية
- المندوبية السامية للتخطيط